# Adelheid Fürntrath-Moretti
Adelheid Irina Fürntrath-Moretti (* 19. Jänner 1958 in Niklasdorf) ist eine österreichische Politikerin (ÖVP) und Abgeordnete zum Österreichischen Nationalrat.

## Ausbildung und Beruf
Adelheid Fürntrath-Moretti besuchte zwischen 1964 und 1968 die Volksschule in Niklasdorf und wechselte danach bis 1974 auf das Realgymnasium in Leoben. Im Anschluss absolvierte sie zwischen 1974 und 1977 die Hotelfachschule in Bad Gleichenberg. Nach ihrer Ausbildung arbeitete Fürntrath-Moretti bis 1981 als Hotelkauffrau und übernahm in der Folge das Restaurant und Feinkostgeschäft Laufke in Graz.

## Politische Laufbahn
Adelheid Fürntrath-Moretti engagiert sich durch ihre unternehmerische Tätigkeit stark im Österreichischen Wirtschaftsbund und in der Wirtschaftskammer Österreich. Sie war von 1992 bis 2010 Obmann-Stellvertreterin der Fachgruppe Gastronomie der Wirtschaftskammer Steiermark und wurde im Jahr 2000 zur Landesvorsitzenden von „Frau in der Wirtschaft“ in der Steiermark gewählt. 2007 folgte Fürntrath-Moretti Sonja Zwazl als Bundesvorsitzende von „Frau in der Wirtschaft“ nach. Seit 2010 ist sie außerdem Präsidentin der Frauen Europäischer Mittel- und Kleinbetriebe (FEM). Zwischen 1999 und 2006 war sie zudem Gemeinderätin in Graz.
Am 30. Oktober 2006 zog Fürntrath-Moretti erstmals in den österreichischen Nationalrat ein, wo sie derzeit ein Mandat des Landeswahlkreises 6 (Steiermark) innehat. Sie vertritt die ÖVP in der XXIV. Gesetzgebungsperiode in den parlamentarischen Ausschüssen Budget, Arbeit und Soziales, Innere Angelegenheiten, Familie, Tourismus und Volksanwaltschaft.
In der Legislaturperiode bis 2013 ist sie im Nationalrat für die ÖVP Mitglied in folgenden Ausschüssen: im Untersuchungsausschuss: Klärung von Korruptionsvorwürfen; im Ausschuss für innere Angelegenheiten; im Ausschuss für Arbeit und Soziales; im Budgetausschuss; im Familienausschuss; im Tourismusausschuss und im Volksanwaltschaftsausschuss.

## Privates
Adelheid Fürntrath-Moretti hat zwei Söhne.